# Палау на летних Олимпийских играх 2024
Палау планирует принять участие в летних Олимпийских играх 2024 года в Париже с 26 июля по 11 августа 2024 года. Это будет седьмое подряд выступление страны на летних Олимпийских играх.
Команда Палау состоит из трех спортсменов (одного мужчины и двух женщин), соревнующихся в двух видах спорта. Пловец Джион Хосей и спринтер Сидни Франциско были знаменосцами страны во время церемонии открытия.

## Квалификация
| № п/п | Вид спорта      | Мужчины | Женщины | Всего |
| ----- | --------------- | ------- | ------- | ----- |
| 1     | Лёгкая атлетика | 0       | 1       | 1     |
| 2     | Плавание        | 1       | 1       | 2     |

## Медали
| Медаль | Спортсмен(ы) | Вид спорта | Дисциплина | Дата |
| ------ | ------------ | ---------- | ---------- | ---- |

| Вид спорта | 1 | 2 | 3 | Всего |

| Медали по датам | Медали по датам | Медали по датам | Медали по датам | Медали по датам | Медали по датам |
| --------------- | --------------- | --------------- | --------------- | --------------- | --------------- |
| Дата            | 1               | 2               | 3               | Всего           |                 |

## Состав команды
Лёгкая атлетика
1. Сидней Франсиско[англ.]

 Плавание
1. Джион Хосей[норв.]
2. Юри Хосей[норв.]